# تی‌اس‌اس اسکوشیا (۱۹۰۲)
تی‌اس‌اس اسکوشیا (۱۹۰۲) (به انگلیسی: TSS Scotia (1902)) یک کشتی بود که طول آن ۳۳۰٫۲ فوت (۱۰۰٫۶ متر) بود. این کشتی در سال ۱۹۰۲ ساخته شد.